# (833) Monica
(833) Monica – planetoida z pasa głównego asteroid okrążająca Słońce w ciągu 5 lat i 80 dni w średniej odległości 3,01 au. Została odkryta 20 września 1916 roku w Landessternwarte Heidelberg-Königstuhl w Heidelbergu przez Maxa Wolfa. Pochodzenie nazwy nie jest znane. Przed nadaniem nazwy planetoida nosiła oznaczenie tymczasowe (833) 1916 AC.